# ペーター・シュレミールの不思議な物語

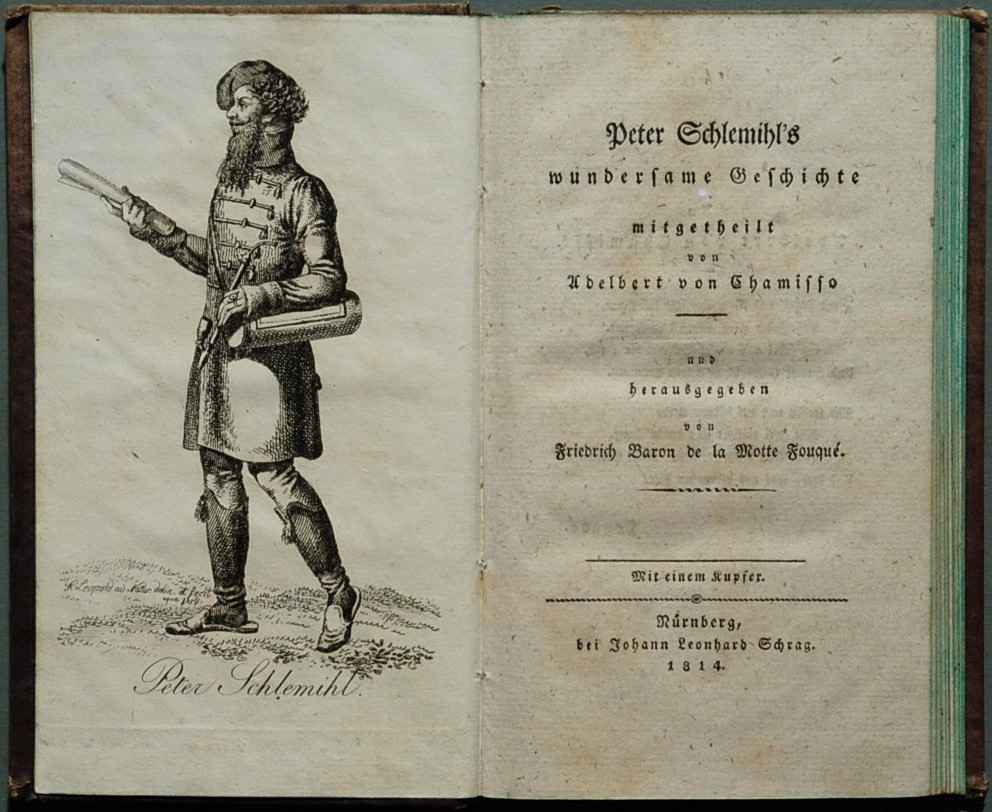
初版の扉とペーター・シュレミールの肖像

『ペーター・シュレミールの不思議な物語』（ペーター・シュレミールのふしぎなぼうけん、Peter Schlemihls wundersame Geschichte）は、1814年に刊行されたアーデルベルト・フォン・シャミッソーの中編小説。幸運の金袋と引き換えに自分の影を失った男の運命を描くメルヘン風の小説であり、ロマン主義文学を代表する作品の1つ。

## あらすじ

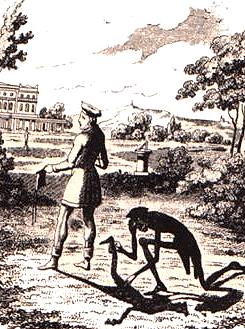
ジョージ・クルックシャンクによる挿絵

主人公ペーター・シュレミールは金策のためにとある富豪の屋敷を訪れ、そこで灰色の服を着た奇妙な男を目にする。彼は上着のポケットから望遠鏡や絨毯、果ては馬を三頭も取り出して見せ、シュレミールは驚くが、回りの人間はなぜか気にも留めていない。そのうち男がシュレミールのもとにやってきて、あなたの影が気に入ったので是非いただきたいと言う。シュレミールは躊躇するが、望みのままに金貨を引き出せる幸運の金袋を引き換えに提示され、取引を承知してしまう。
金には困らなくなったシュレミールだったが、しかし影がないために道行に出会った人と言う人から非難を受け、その日のうちからもう取引を後悔し始める。彼は召使を雇って灰色の男を何とか探そうとするがうまくいかず、1年後の再会の約束を信じて温泉街に引きこもる。そこで町娘のミーナに一目惚れし、影がないことをうまく隠し通しながら逢瀬を続けるが、結婚の申し込みをしようというときになって自分に影がないことがばれてしまう。ちょうどその時に約束の1年が過ぎて灰色の男が現れるが、彼はシュレミールに影を返す代わりに、シュレミールの死後に魂を引き渡すことを要求する。シュレミールは逡巡したのちに拒み、ミーナはシュレミールを裏切った召使の1人と結婚してしまう。
今や悪魔だったことがわかった灰色の男を振り切り、シュレミールは幸運の金袋も財産も捨てて独り放浪する。ちょうど靴を履きつぶしてしまったことから、なけなしの金で古靴を購入したところ、偶然にもこれは一歩で七里を歩くことができる魔法の靴であった。シュレミールはこの靴を利用して世界中を飛び回り、（原作者のシャミッソーと同じく）「自然研究家として新たな人生を歩むことを決意する。
物語は主人公ペーター・シュレミールが友人シャミッソーに当てて自分の半生を記すという形をとっており、作品の合間にときおりシャミッソーへの呼びかけが差し挟まれている。最後は自然研究家として充実した人生を送っていることをシャミッソーに伝える言葉で結ばれている。

## 成立
シャミッソーは1813年にベルリンの友人ヒッチヒ宅に滞在する間、彼の子供たちにせがまれておとぎ話を作ってやり、そのときの話が小説の原型となっている。シャミッソーは友人フケーに作品の原稿を託し、シャミッソーがロシア派遣の北極探検隊に参加していた1814年にフケーによって刊行された。これらのいきさつは物語に付せられているシャミッソー、フケー、ヒッチヒ間の手紙にも記されている。また彼らの共通の友人であるE.T.A.ホフマンがこの作品に影響を受け、鏡像をなくした男の物語『大晦日の夜の冒険』を執筆しており、このことも上記の手紙で触れられている。

## 日本語訳
- シュレミール綺譚（手塚富雄訳、地平社、1947年）、のち改題「影を売った男」青磁文庫、角川文庫
- 影を売った男（大野俊一訳、青磁社、1948年）
- 影をなくした男（池内紀訳、岩波文庫、1985年）、多数重版